# Robert L. Simpson
Robert Laughlin Simpson (* 31. Juli 1910 in St. Louis, Missouri; † 26. Juni 1977 in San Bernardino, Kalifornien) war ein US-amerikanischer Filmeditor.

## Leben
Robert L. Simpson begann 1935 seine Laufbahn als Filmeditor bei Paramount Pictures. Ende der 1930er Jahre wechselte er zu 20th Century Fox, wo er für mehr als 35 Jahre angestellt war. Bis 1989 war er bei über 100 Produktionen für den Filmschnitt zuständig. Zweimal arbeitete er auch mit Regisseur John Ford zusammen – für die Filme Trommeln am Mohawk (1939) und Früchte des Zorns (1940). Für Letzteren erhielt Simpson 1941 eine Oscar-Nominierung in der Kategorie Bester Schnitt. Er unterlag jedoch Anne Bauchens und ihrer Arbeit an Die scharlachroten Reiter (1940).
Weitere Filme, bei denen Simpson als Editor mitwirkte, waren Der König und ich (1956) mit Deborah Kerr, Eine Frau, die alles weiß (1957) mit Katharine Hepburn und Spencer Tracy sowie der Western Die Unbesiegten (1969) mit John Wayne.
Ab 1934 war Simpson mit Helen Elizabeth King verheiratet.

## Filmografie (Auswahl)
- 1935: The Gay Deception
- 1936: One in a Million
- 1937: Hoheit flirtet (Thin Ice)
- 1939: Der Hund von Baskerville (The Hound of the Baskervilles)
- 1939: Second Fiddle
- 1939: Trommeln am Mohawk (Drums Along the Mohawk)
- 1940: Früchte des Zorns (The Grapes of Wrath)
- 1941: I Wake Up Screaming
- 1942: Die Königin vom Broadway (My Gal Sal)
- 1943: Coney Island
- 1946: Sinfonie in Swing (Do You Love Me)
- 1947: Das Wunder von Manhattan (Miracle on 34th Street)
- 1948: Rache ohne Gnade (Fury at Furnace Creek)
- 1948: Eine Dachkammer für zwei (Apartment for Peggy)
- 1949: Sturmflug (Slattery’s Hurricane)
- 1950: Der Held von Mindanao (American Guerrilla in the Philippines)
- 1950: Varieté-Prinzessin (Wabash Avenue)
- 1951: Zwei in der Falle (Rawhide)
- 1951: As Young as You Feel
- 1951: The Model and the Marriage Broker
- 1952: Der Stolz von St. Louis (The Pride of St. Louis)
- 1953: Im Reiche des goldenen Condor (Treasure of the Golden Condor)
- 1953: Madame macht Geschichte(n) (Call Me Madam)
- 1953: Verhängnisvolle Spuren (Inferno)
- 1954: Prinz Eisenherz (Prince Valiant)
- 1954: Rhythmus im Blut (There’s No Business Like Show Business)
- 1955: Ein Mann namens Peter (A Man Called Peter)
- 1955: Die jungfräuliche Königin (The Virgin Queen)
- 1955: Unvollendete Liebe (The View from Pompey’s Head)
- 1956: Der König und ich (The King and I)
- 1957: Rächer der Enterbten (The True Story of Jesse James)
- 1957: Eine Frau, die alles weiß (Desk Set)
- 1957: Kiss Them for Me
- 1958: South Pacific
- 1958: Blaue Nächte (Mardi Gras)
- 1959: Ungebändigt (Woman Obsessed)
- 1959: Alle meine Träume (The Best of Everything)
- 1960: Can-Can
- 1960: Der Spätzünder (High Time)
- 1961: Geständnis einer Sünderin (Sanctuary)
- 1961: Teufelskerle in Fernost (Marines, Let’s Go)
- 1962: Der Chapman-Report (The Chapman Report)
- 1963: Die verlorene Rose (The Stripper)
- 1963: Eine zuviel im Bett (Move Over, Darling)
- 1964: Bezwinger des Todes (Fate Is the Hunter)
- 1965: Sieben reiten in die Hölle (The Reward)
- 1965: Bitte nicht stören! (Do Not Disturb)
- 1967: Caprice
- 1967: Der Schnüffler (Tony Rome)
- 1968: Der Detektiv (The Detective)
- 1968: Die Lady in Zement (Lady In Cement)
- 1969: 100 Gewehre (100 Rifles)
- 1969: Die Unbesiegten (The Undefeated)
- 1970: Chisum
- 1971: Heißes Gold aus Calador (One More Train to Rob)
- 1971: Die Gnadenlosen (Fools’ Parade)
- 1971: El Capitano (Something Big)
- 1973: Geier kennen kein Erbarmen (Cahill U.S. Marshal)